# 사궁장토
사궁장토(司宮庄土)는 각 궁방(宮房)에 예속되어 있는 전답이다.

## 개설
사궁장토는 비빈 또는 왕자의 각 궁방에 속하는 토지인데, 조선 후기에 특히 발달하였다. 그것은 조선 왕조가 지니고 있던 토지조세 체제가 변질되고, 따라서 거기에 의존하던 왕실재정이 난관에 봉착하게 된 데서 발생한 것이기에 급속하고 광범위하게 발전되어 갔다.
사궁장토에는 면세 조치가 취해지고 그 전호(佃戶)들에게는 각종 요역(搖役)을 감해 주었다. 그리고 사궁장토의 형성은 진황지(陳慌地)를 불하받아 개간하는 것이었지만, 각 궁방에서는 민전(民田)을 매입 또는 빼앗거나 무토면세전(無土免稅田)으로서 나누어 받은 곳을 차지하기도 했다. 이로 인해 소작전호는 점점 촉진되었다.
그 운영은 강력한 왕실의 권력을 배경으로 집행되고 있었으며, 그리하여 각 궁방은 하나의 봉건 지주였고 지주권은 강대하였다.

## 같이 보기
- 궁방